# سی‌ساید هایتس (نیوجرسی)
سیساید هایتس (به انگلیسی: Seaside Heights) شهری در ایالت نیوجرسی کشور ایالات متحده آمریکا است که جمعیت آن در سرشماری سال ۲۰۱۰ میلادی، ۲٬۸۸۷ نفر بوده‌است.